# Gabriel Kirsebom Kielland
Gabriel Kirsebom Kielland, född den 26 januari 1796 i Stavanger, död den 20 april 1854 i Lyngdal, var en norsk präst, gift med Gustava Blom, far till Gustav Blom Kielland.
Kielland blev student vid Köpenhamns universitet 1816, men tog teologisk examen i Kristiania 1823 och var 1824-37 kyrkoherde i Finnö, senare i Lyngdal. Han tillhörde brödraförsamlingen och hade väsentlig del i stiftandet av Det Norske Missionsselskab.